# Mantua (Utah)
Mantua város az USA Utah államában, Box Elder megyében. Lakosainak száma 1090 fő (2020. április 1.).

## Népesség
A település népességének változása:
| Lakosok száma | 687  | 673  | 1090 |
|               | 2010 | 2012 | 2020 |